# Potestas consularis
Potestas consularis of consularis potestas was de potestas (gezag) van een consul, dat onder het principaat zou worden losgekoppeld van het ambt zelf, zoals ook was gebeurd met de tribunicia potestas van de tribunus plebis.
Livius gebruikt de term om aan te geven dat magister equitum eenzelfde gezag had als een consul. Publius Flavius Vegetius Renatus gebruikt de term om een generaal aan te duiden die het moest opnemen tegen goed voorbereide vijanden en dus best over ervaring kon beschikken.
We weten uit het werk van Cassius Dio dat de princeps Gaius Iulius Caesar Augustus rond 19 v.Chr. "consul voor het leven" werd, het recht had op twaalf lictors (het aantal voor consuls) en tussen de twee consuls in te zitten op een sella curulis tijdens senaatzittingen.

## Voetnoten
1. ↑  XXIII 11.
2. ↑  III 1.
3. ↑  LIV 10.5. (en)
4. ↑  Er is wat discussie over deze datering.